# Gabat
Gabat é uma comuna francesa na região administrativa da Nova Aquitânia, no departamento dos Pirenéus Atlânticos. Estende-se por uma área de 8,18 km². Em 2010 a comuna tinha 269 habitantes (densidade: 32,9 hab./km²).